# Central nuclear Beaver Valley

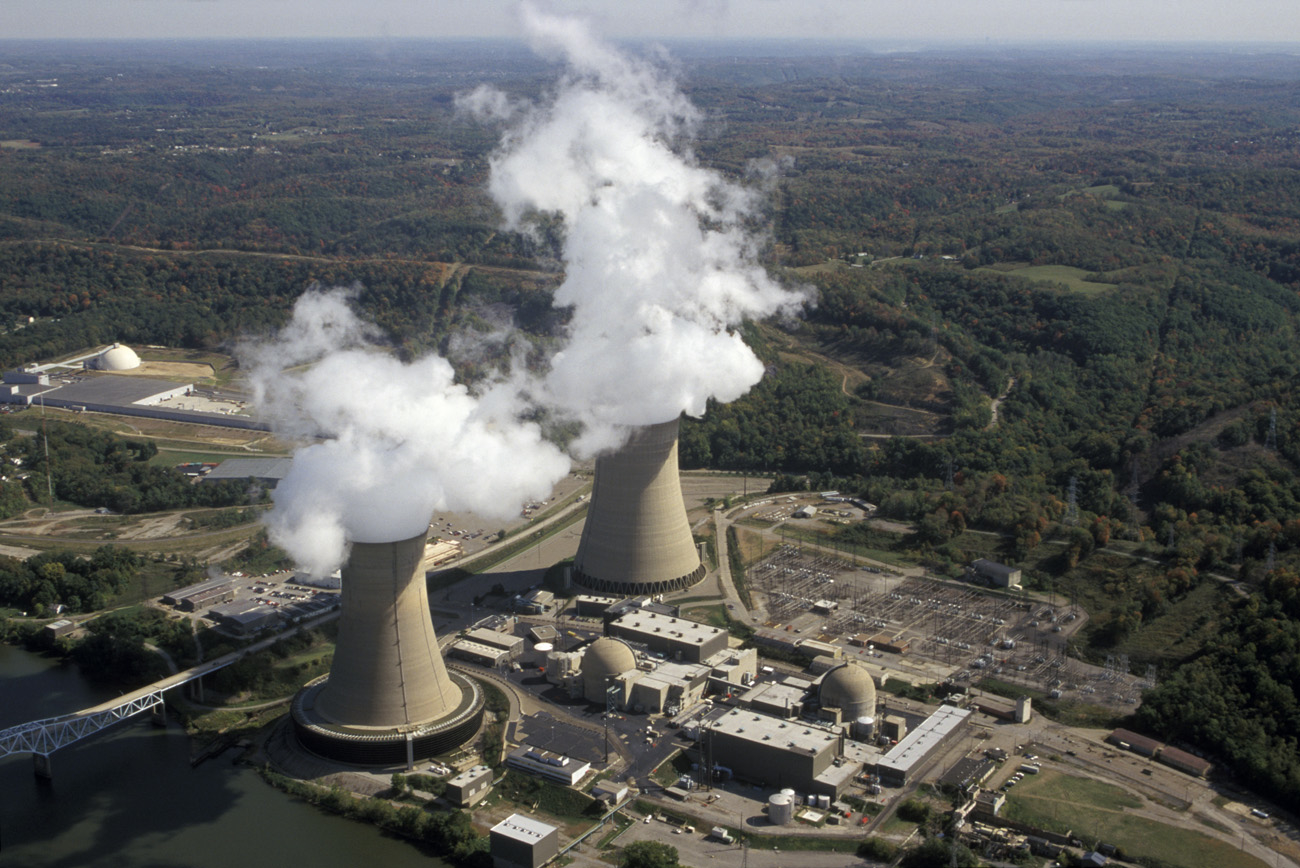
Vista aérea de la central nuclear Beaver Valley

La Beaver Valley Nuclear Power Station es una planta de energía nuclear con una superficie de 2 km² cerca de Pensilvania, Pensilvania, 54 km al noroeste de Pittsburgh, Pensilvania.
The Beaver Valley plant es propiedad en su totalidad de la First Energy Nuclear Operating Corporation, que es la compañía holding de Ohio Edison, Cleveland Electric Illuminating Company, Toledo Edison, Metropolitan Edison, Jersey Central Power and Light, y la Pennsylvania Power Company.
Esta planta cuenta con dos reactores de agua presurizada Westinghouse.